# باتريك أساري
باتريك أساري (بالإنجليزية: Patrick Asare)‏ هو لاعب كرة قدم غاني في مركز الهجوم، ولد في 14 فبراير 1995 في أكرا في غانا.